# Coelophysis? kayentakatae
Coelophysis? kayentakatae è una specie estinta di dinosauro neoteropode vissuto nel Giurassico inferiore, circa 200-196 milioni di anni fa (Sinemuriano), in quella che oggi è la parte sud-occidentale degli Stati Uniti. In origine l'animale era nominato Syntarsus kayentakatae, ma si è scoperto che il nome Syntarsus era già in uso dal genere omonimo di uno scarabeo Colydiinae, pertanto la specie è stata dapprima spostata nel genere Megapnosaurus, e poi in Coelophysis. Tuttavia, una recente rivalutazione suggerisce che questa specie potrebbe richiedere un nuovo nome di genere.

## Storia e denominazione
L'olotipo di "S." kayentakatae (MNA V2623) venne recuperato nel membro Silty Facies della Formazione Kayenta in Arizona. Questo materiale fossile venne raccolto nel 1977 da arenaria carbonacea depositatasi durante gli stadi Sinemuriano e Pliensbachiano del Giurassico inferiore. L'esemplare UCMP V128659 venne scoperto nel 1982 e venne riferito a Megapnosaurus kayentakatae da Rowe (1989), come un individuo gracile subadulto come, in seguito, concordato da Tykoski (2005). Successivamente, gli studi di Gay (2010) descrissero l'esemplare come un nuovo taxon di tetanuro, Kayentavenator elysiae, ma Mortimer (2010) sottolineò come non vi fossero prove pubblicate che Kayentavenator rappresentasse lo stesso taxon di S. kayentakatae.
L'epiteto della specie "S." kayentakatae rende omaggio alla dottoressa Kathleen Smith, soprannominata "Kayenta Kay" per il suo ampio lavoro nella Formazione Kayenta, che includeva la scoperta dell'esemplare tipo di questa specie.

## Descrizione

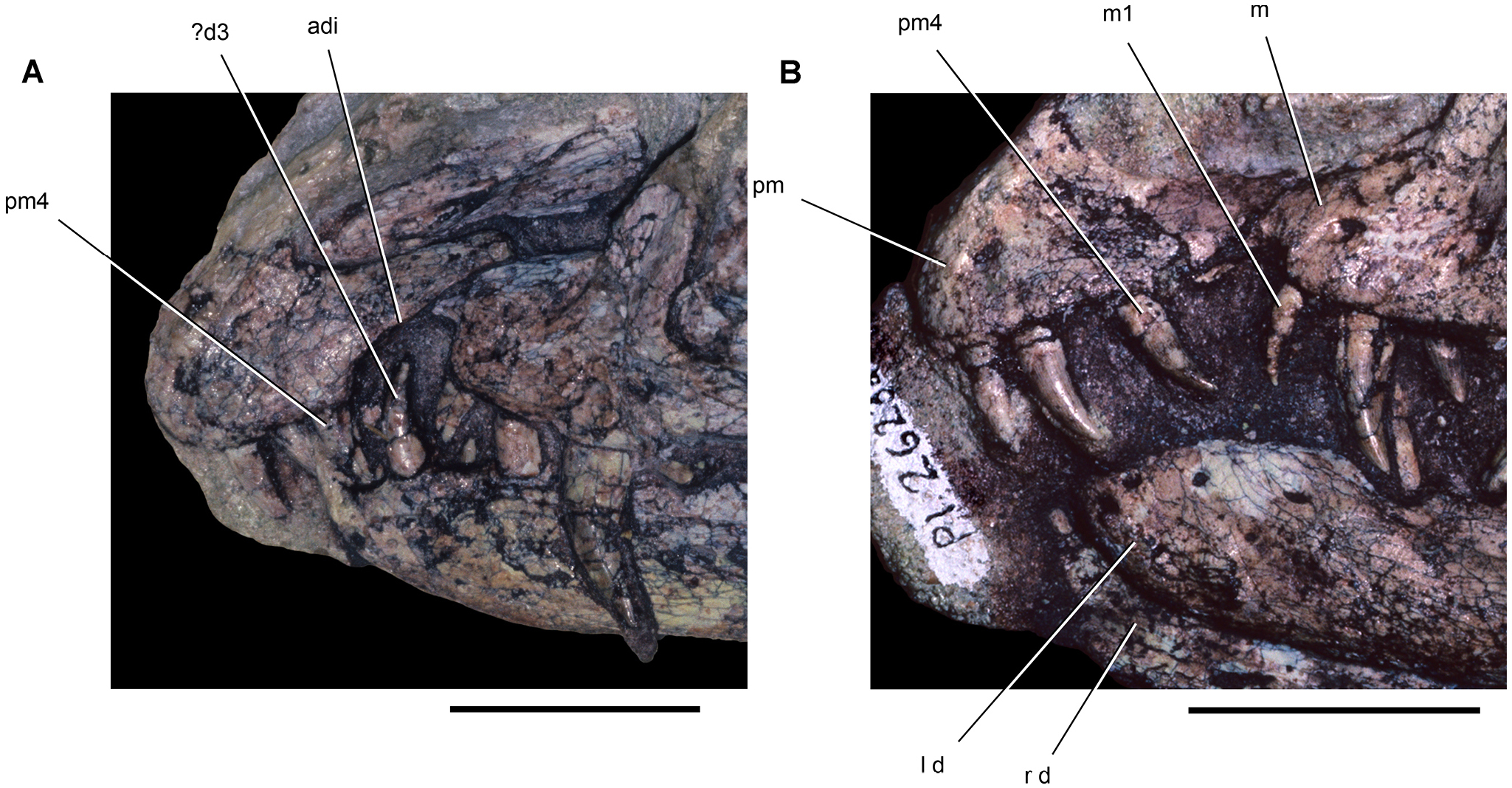
Muso e denti anteriori di C. bauri e C.? kayentakatae

S. kayentakatae è un dinosauro relativamente piccolo, che raggiungeva i 2,5 metri di lunghezza per un peso di 30 kg. L'aspetto caratteristico dell'animale era dovuto dalla presenza di due piccole creste parallele che potrebbero dimostrare un passo evolutivo verso neoteropodi successivi e più grandi, come il più avanzato e contemporaneo Dilophosaurus. Entrambi possiedono un'"articolazione debole" tra le ossa premascellari e mascellari, creando una premascella uncinata.
Secondo Tykoski e Rowe (2004) "Syntarsus" kayentakatae può essere distinto in base alle seguenti caratteristiche:
- la presenza di piccole creste nasali parallele sul cranio;
- le ossa frontali del cranio sono separate da un'estensione anteriore della linea mediana delle ossa parietali;

Inoltre, elencano un solco trasversale sulla superficie astragalica anteriore, come un'ulteriore autapomorfia, tuttavia, quest'ultima è presente anche in Coelophysis bauri e nel coelophyside di Shake-n-Bake (Tykoski, 2005).

## Classificazione
Originariamente, la specie era inclusa nel genere Syntarsus, insieme alla specie tipo Syntarsus rhodesiensis, tuttavia il nome era già occupato da un sinonimo junior del genere di coleotteri Cerchanotus. Pertanto, il genere per le due specie venne rinominato Megapnosaurus, nel 2001. Entrambe le specie sono state talvolta riclassificate come specie del genere Coelophysis.
Nel 2020, Marsh e Rowe mantennero il nome generico Syntarsus sia per QG 1 che per l'esemplare MNA V2623 e i rispettivi esemplari assegnati a questi taxa, anziché usare Coelophysis o Megapnosaurus, a causa delle relazioni sistematiche all'interno di Coelophysoidea in flusso. Pertanto, la congenericità o la necessità di Megapnosaurus non sarebbero supportate se Coelophysis bauri, Megapnosaurus rhodesiensis e "Syntarsus" kayentakatae non formassero ciascuno i loro rispettivi cladi, come dimostrato dalle loro analisi filogenetiche. A sostegno di ciò, gli studi di Ezcurra et al. (2021) dimostrarono che "Syntarsus" kayentakatae non era nemmeno strettamente imparentato a Coelophysis bauri o a Megapnosaurus rhodesiensis.

## Paleoecologia

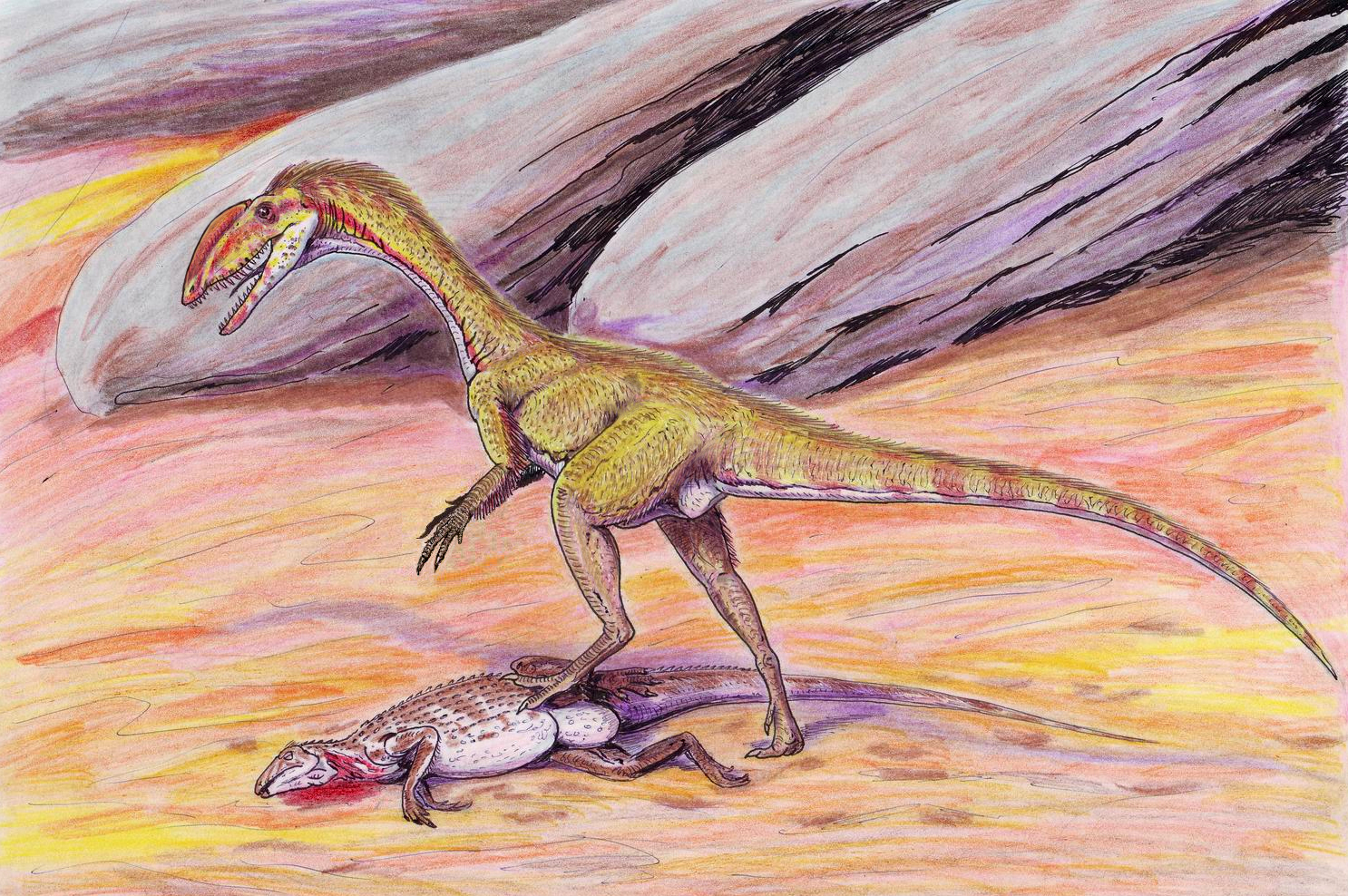
Ricostruzione artistica di C.? kayentakatae mentre si nutre di uno Scutellosaurus

La Formazione Kayenta fa parte del gruppo Glen Canyon che comprende formazioni non solo nel nord dell'Arizona ma anche parti dello Utah sud-orientale, del Colorado occidentale e del Nuovo Messico nord-occidentale. La formazione venne depositata principalmente dai fiumi, con le facies limose create dalla parte più lenta e pigra del sistema fluviale. Non è ancora stata fornita una datazione radiometrica definitiva di questa formazione non è ancora stata fatta e la correlazione stratigrafica disponibile è stata basata su una combinazione di date radiometriche dei fossili di vertebrati, magnetostratigrafia e prove di polline.
Durante il Giurassico inferiore, la terra che ora è la Formazione Kayenta sperimentò estati piovose e inverni secchi. Nel Giurassico medio, invece, venne invasa da nord da un campo di dune sabbiose che sarebbero divenute le Navajo Sandstone. Gli animali ritrovati in questa formazione si erano adattati ad un ambiente dal clima stagionale, con acqua abbondante in ruscelli, stagni e laghi stagionali. "Syntarsus" kayentakatae condivideva il suo paleoambiente con altri dinosauri, che comprendevano diversi teropodi tra cui Dilophosaurus, Kayentavenator e il teropode "Shake-N-Bake", i sauropodomorfi basali Sarahsaurus e Anchisaurus, heterodontosauridi e i dinosauri corazzati Scelidosaurus e Scutellosaurus. La presenza di tre coelophysoidi di diverse dimensioni all'interno della Formazione Kayenta rappresentano la fauna ceratosauriana più diversificata finora conosciuta. La formazione ha anche prodotto un piccolo ma crescente insieme di organismi. I vertebrati presenti nella Formazione Kayenta al tempo di "S." kayentakatae includevano squali hybodonti, pesci ossei indeterminati, pesci polmonati, salamandre, la rana Prosalirus, il ceciliano Eocaecilia, la tartaruga Kayentachelys, un rettile sfenodonte, varie lucertole e lo pterosauro Rhamphinion. Erano presenti anche i sinapsidi Dinnebitodon, Kayentatherium, Oligokyphus, morganucodonti, il possibile vero mammifero primitivo Dinnetherium e un mammifero haramiyide. Erano presenti anche diversi coccodrilli primitivi, tra cui Calsoyasuchus, Eopneumatosuchus, Kayentasuchus e Protosuchus. Le tracce fossili di vertebrati di questa zona includono coproliti e tracce di terapsidi, animali simili a lucertole e dinosauri. I non vertebrati in questo ecosistema includevano un calcare microbico o "algale", bivalvi d'acqua dolce, molluschi e lumache d'acqua dolce, e ostracodi. La vita vegetale conosciuta da questa zona includeva alberi che si sono conservati come legno pietrificato.

### Tafonomia
L'olotipo (MNA V2623) di "Syntarsus" kayentakatae si posò sul lato sinistro e fu parzialmente sepolto. Ciò servì a stabilizzare le ossa sul lato sinistro del cranio; tuttavia, il lato destro del cranio fu probabilmente esposto alle correnti d'acqua mentre iniziava a decomporsi. Alcune delle ossa debolmente collegate su questo lato si spostarono fuori posto prima che l'intero cranio fosse finalmente sepolto. Successivamente, il grande peso del sedimento sovrastante deformò l'esemplare.